# لائوری کرمینن

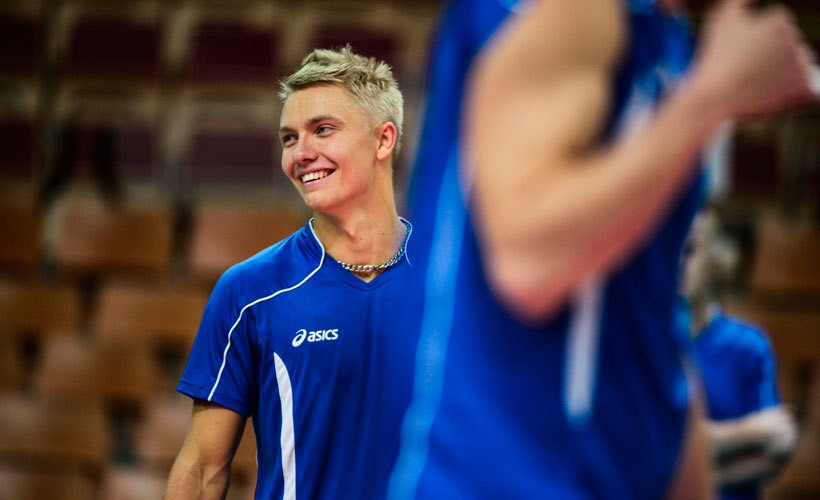
بازیکن خوش اخلاق ک چندین مقابل تیم های بزرگ دنیا خوش درخشیده است

لائوری کرمینن (انگلیسی: Lauri Kerminen؛ زادهٔ ۱۸ ژانویهٔ ۱۹۹۳) یک بازیکن والیبال اهل فنلاند است. وی در پست لیبرو عضو تیم ملی فنلاند و باشگاه نانت می‌باشد.